# مارفن فريدريتش
مارفين فرايدريتش (بالألمانية: Marvin Friedrich)‏ (13 ديسمبر 1995 بكاسل في ألمانيا - ) هو لاعب كرة قدم ألماني في مركز الدفاع. شارك مع منتخب ألمانيا تحت 19 سنة لكرة القدم. أما مع النوادي، فقد لعب مع شالكه 04 ونادي آوغسبورغ وشالكه 04 ب.

## وصلات خارجية
- مارفن فريدريتش على موقع الاتحاد الأوربي (الإنجليزية)
- مارفن فريدريتش على موقع قاعدة بيانات كرة القدم.إي يو (الإنجليزية)
- مارفن فريدريتش على موقع بيانات كرة القدم. دي إي (الألمانية)
- مارفن فريدريتش على موقع Soccerway.com (الإنجليزية)
- مارفن فريدريتش على موقع عالم كرة القدم.نت (الإنجليزية)
- مارفن فريدريتش على موقع AS.com (الإسبانية)